# Bullmastiff
Der Bullmastiff ist eine von der FCI (Nr. 157, Gr. 2, Sek. 2.1) anerkannte britische Hunderasse.

## Herkunft und Geschichte
Der Bullmastiff ist seit dem 19. Jahrhundert in England verbreitet und damit eine vergleichsweise junge Rasse. Er entstand aus einer Kreuzung zwischen Old English Mastiff und Old English Bulldog (nicht Olde English Bulldogge) und wurde als Schutzhund für Wildhüter gezüchtet. Bedingt durch damals schlechte soziale Bedingungen verringerten Wilderer die Wildbestände in den Anwesen der Landlords, was die Wildhüter zu verhindern versuchten. Durch die Belegung von Wilddiebstahl mit der Todesstrafe wurde die Situation für die Wildhüter zunehmend gefährlich, denn ein bedrängter Wilderer erwog angesichts einer drohenden Festnahme auch die Möglichkeit den Wildhüter zu töten, um der Todesstrafe zu entgehen. Die Wildhüter setzten daraufhin große Jagdhundrassen (u. a. Irish Wolfhound) zum Stellen der Wilderer ein, die bedingt durch den ausgeprägten Jagdtrieb der eingesetzten Hunde häufig lebensgefährlich verletzt oder gar getötet und zerrissen wurden und damit für eine breitenwirksame öffentliche Hinrichtung nicht mehr zur Verfügung standen. Daher brauchte man einen großen, kräftigen Hund, der leise und furchtlos, aber sehr kontrolliert vorging, um den Wilderer relativ unversehrt zu stellen.
Die Kreuzung aus Mastiff (ca. 60 %) und englischer Bulldogge (ca. 40 %) ergab für diese Aufgabe geeignete Hunde; durch die spätere Einkreuzung des Bloodhound mit seinem hochentwickelten Geruchssinn konnte die Fährtengängigkeit noch erheblich verbessert werden. Durch fortwährende Zuchtauslese während der gefährlichen, nächtlichen Einsätze wurde ein vorzüglicher Schutzhund geschaffen, der zunächst häufig als „Gamekeeper's Nightdog“ bezeichnet wurde. 
Am 24. Dezember 1924 wurde diese neue Rasse mit dem Namen „Bullmastiff“ vom englischen Kennel-Club als eigenständige Hunderasse anerkannt. Großen Anteil an einer Verbreitung der Rasse auch über die Grenzen Englands hinaus hatte der Züchter S. E. Moseley mit seinem „Farcroft“-Zwinger. Sein Stammrüde hieß Farcroft Fidelity und war einer der bekanntesten frühen Bullmastiffs.

## Kurzbeschreibung
Der Bullmastiff ist mit bis zu 69 cm Widerristhöhe ein großer und mit bis zu knapp 60 kg Körpergewicht ein massiger Hund. Sein Haar ist kurz und hart, glatt anliegend, in jeglichen Schattierung vorkommend, von gestromt, rehbraun oder rot, mit schwarzer Maske. Die Ohren sind v-förmig, zurückgefaltet, weit und hoch, in einer Höhe mit dem Hinterhauptbein angesetzt; sie geben damit dem Schädel ein quadratisches Aussehen.
Sofern sein Interesse geweckt wird, hat der Bullmastiff die Eigenart, seine Stirn deutlich in Falten zu legen – dies zeigt seinem Führer lautlos an, dass sich etwas Bemerkenswertes ereignet.

## Verwendung
Im 20. Jahrhundert boten sich für den Bullmastiff keine wesentlichen Aufgaben bei der Bekämpfung von Wilddiebstahl mehr, jedoch entdeckte man seine Fähigkeiten in anderen Bereichen. Seine psychologische Wirkung auf eventuelle Gegner, aber auch seine Spürhundfähigkeiten qualifizieren ihn zu einem sehr universell einsetzbaren Diensthund bei diversen Behörden (beispielsweise der britischen und amerikanischen Polizei) weltweit.
Außerdem avancierte er zu einem geschätzten Familienhund, der sein „Rudel“ zuverlässig gegen jede Bedrohung schützt und gut mit Kindern umgehen kann.

## Wesen

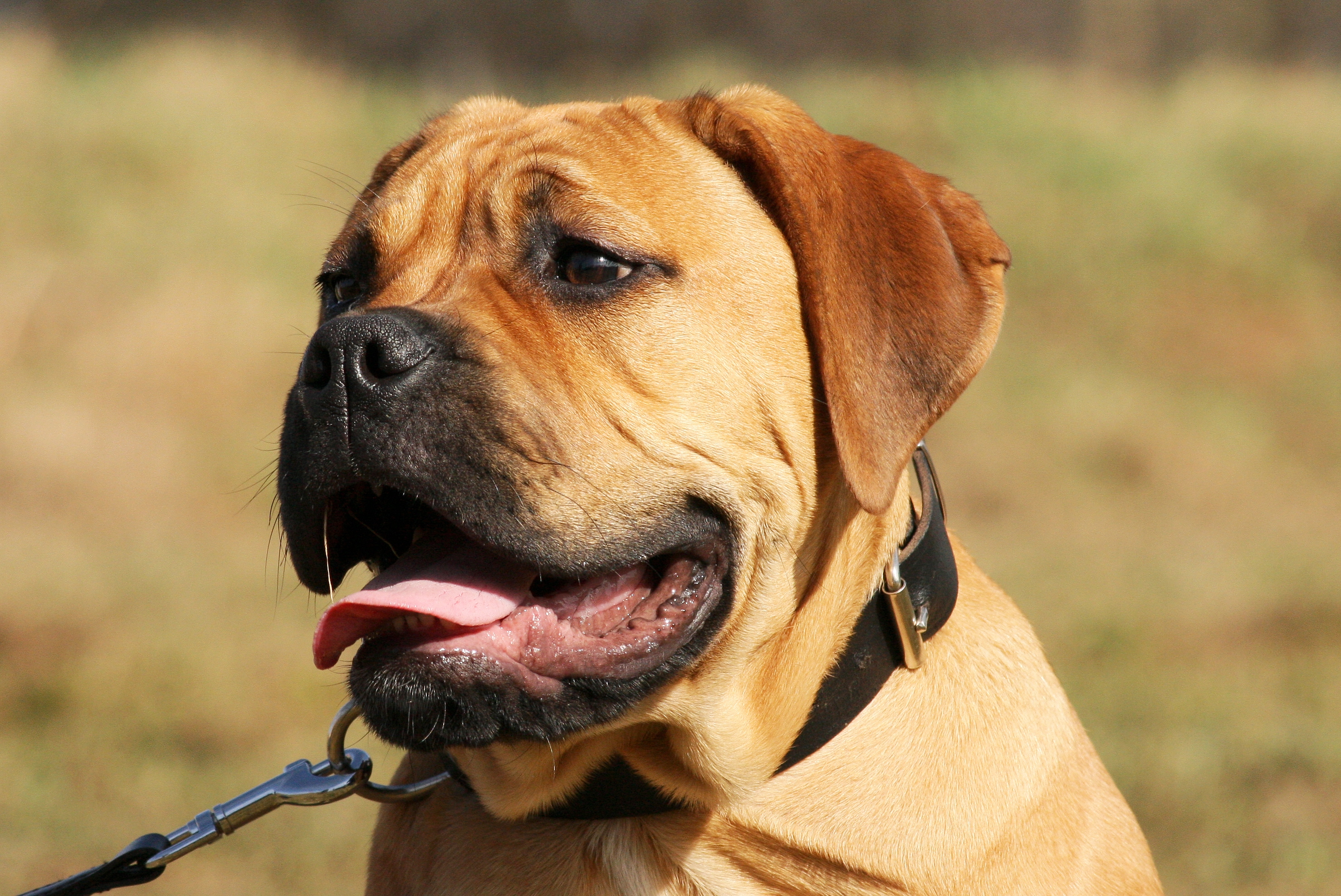
Bullmastiff

Der Rassestandard beschreibt den Idealtyp eines Bullmastiffs als kraftvoll, ausdauernd, aktiv und verlässlich. Außerdem soll der Bullmastiff sehr lebhaft, wachsam und treu sein.

## Rasseproblematik
Der Bullmastiff wird in einigen deutschen Bundesländern und in den Schweizer Kantonen Genf und Tessin als Listenhund geführt, wobei seine Haltung in Genf verboten ist. In Österreich steht der Bullmastiff in zwei von drei listenführenden Bundesländern (Wien und Vorarlberg) auf der Rasseliste. Je nach Bundesland ist ein "Hundeführerschein" (Wien) oder eine Sondergenehmigung des Bürgermeisters (Vorarlberg) zur Haltung erforderlich.

## Rassetypische Erkrankungen
Das Calvarial-Hyperostosis-Syndrom ist eine seltene Erkrankung mit schmerzhaften Auftreibungen der Schädelkalotte, die bei Jungtieren innerhalb des ersten Lebensjahres auftritt.